# Karneval in Santa Cruz de Tenerife

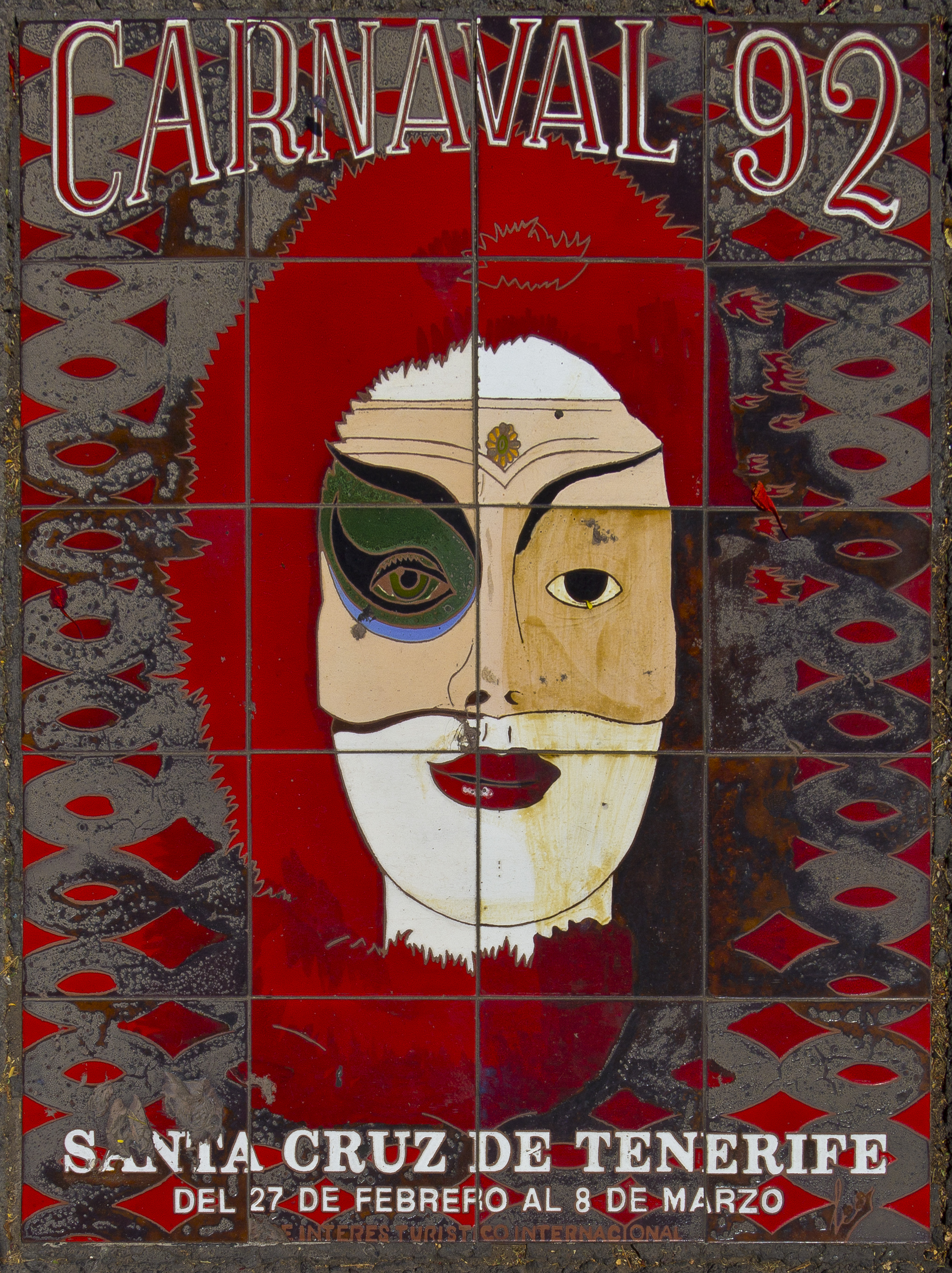
Karnevals-Plakat, 1992

Der Karneval in Santa Cruz de Tenerife ist eine traditionelle Karnevalveranstaltung in der Hauptstadt der spanischen Provinz Santa Cruz de Tenerife.
Jährlich wird ein neues Thema gewählt. Die Hauptfestivitäten beginnen am Freitag vor Rosenmontag und enden am Wochenende nach Aschermittwoch.
Höhepunkt ist der Straßenumzug durch die Stadt. Die größte Einzelveranstaltung ist die Wahl der Karnevalskönigin. Seit Jahren ist der Karneval auf dem Archipel für viele Touristen eine Sehenswürdigkeit. 2017 wurde im Parque del Barranco de Santos das Museum Casa del Carnaval eröffnet, das sich auf 1052 m² Ausstellungsfläche der Geschichte der Veranstaltung widmet.
Die Karnevalstradition auf Teneriffa geht auf spanische und portugiesische Siedler zurück, die im 16. Jahrhundert auf die Insel kamen.

## Ablauf
Mitte Januar, etwa einen Monat vor Beginn der eigentlichen Feierlichkeiten, findet die offizielle Eröffnung des Karnevals statt. Darauf folgen die Wettbewerbsveranstaltungen der Straßenmusikanten, Musikgruppen, Gruppen von Tänzern, sowie der Karnevalskönigin am Mittwoch vor der Fastnachtswoche. Die Teilnehmer ziehen anschließend am Freitag in einer Parade durch die Stadt.

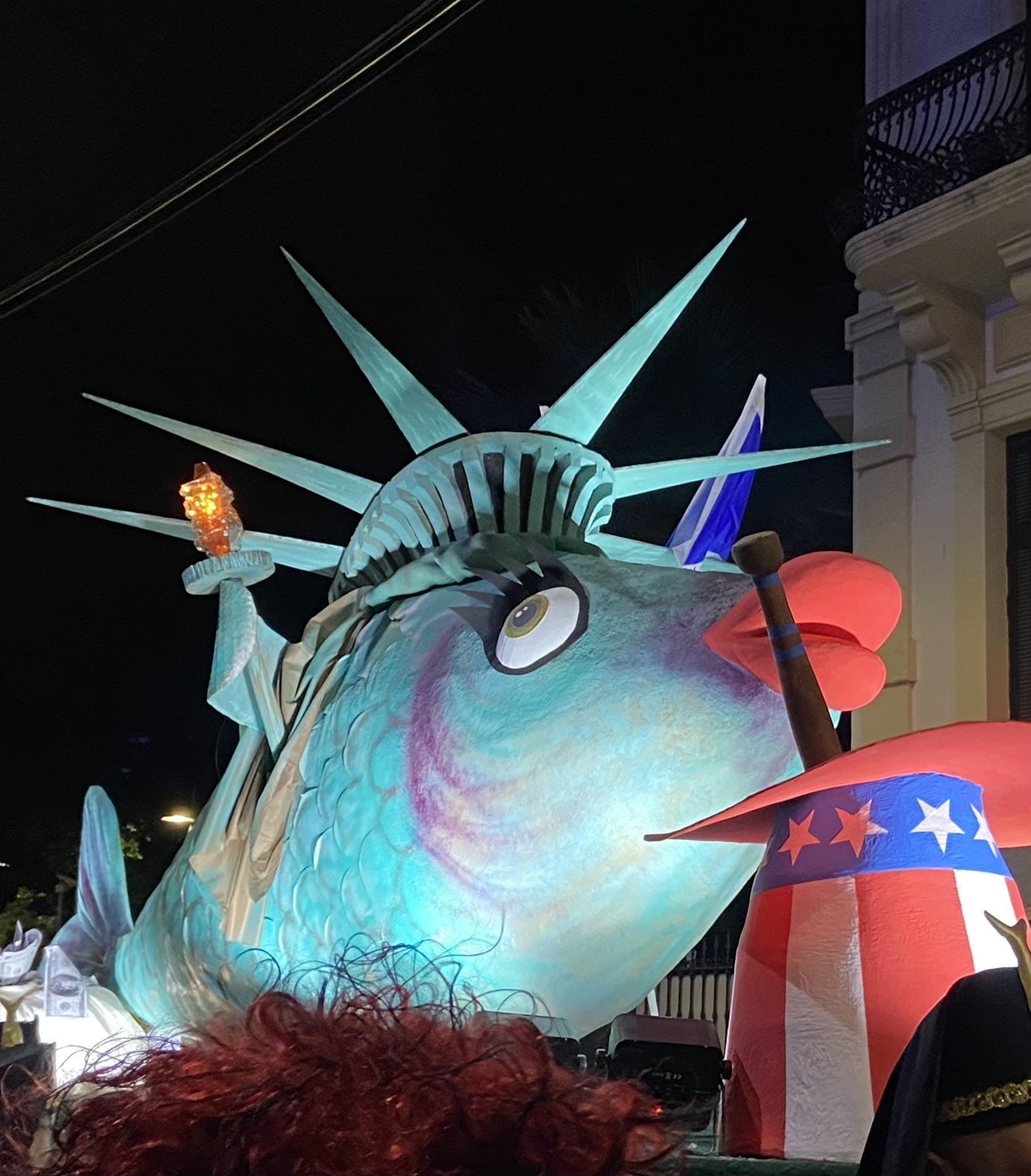
Beerdigung der Sardine 2023

Danach startet der nächtliche Karneval auf der Straße. Zentrale Standorte sind unter anderem die Plaza de España, die Plaza del Príncipe de Asturias, sowie die beiden dazwischenliegenden Straßen Calle Villalba Hervás und Calle Bethencourt Alfonso. Es wird Live-Musik gespielt. Jedes Jahr treten bekannte Künstler und Künstlerinnen aus dem spanischsprachigen Raum auf. Im Jahr 1987 erhielt die Hauptstadt Teneriffa bei dem Salsa-Konzert verschiedener Musizierender einen Weltrekord für die bis dahin größte Anzahl Tanzender auf einem offenen Platz. Die wichtigsten Tage des Straßenkarnevals sind Rosenmontag sowie das Wochenende nach Aschermittwoch.
Eine weitere Karawane zieht am Faschingsdienstag durch die Avenida Francisco La Roche.
Sein symbolisches Ende nimmt der Karneval mit der Beerdigung der Sardine am Aschermittwoch. Begleitet von einem Trauerzug bewegt sich die Fisch-Skulptur auf einem Festwagen durch die Calle Pilar bis zur Küste und wird dort verbrannt.
Am Wochenende wird das letzte Fest, die Piñata, gefeiert. Bis Samstagnacht wird auf den Hauptplätzen getanzt. Am Sonntag findet, wie eine Woche zuvor, der Karneval bei Tag statt. Auf den Hauptveranstaltungsplätzen gibt es verschiedene musikalische Darbietungen.

## Wettbewerbe

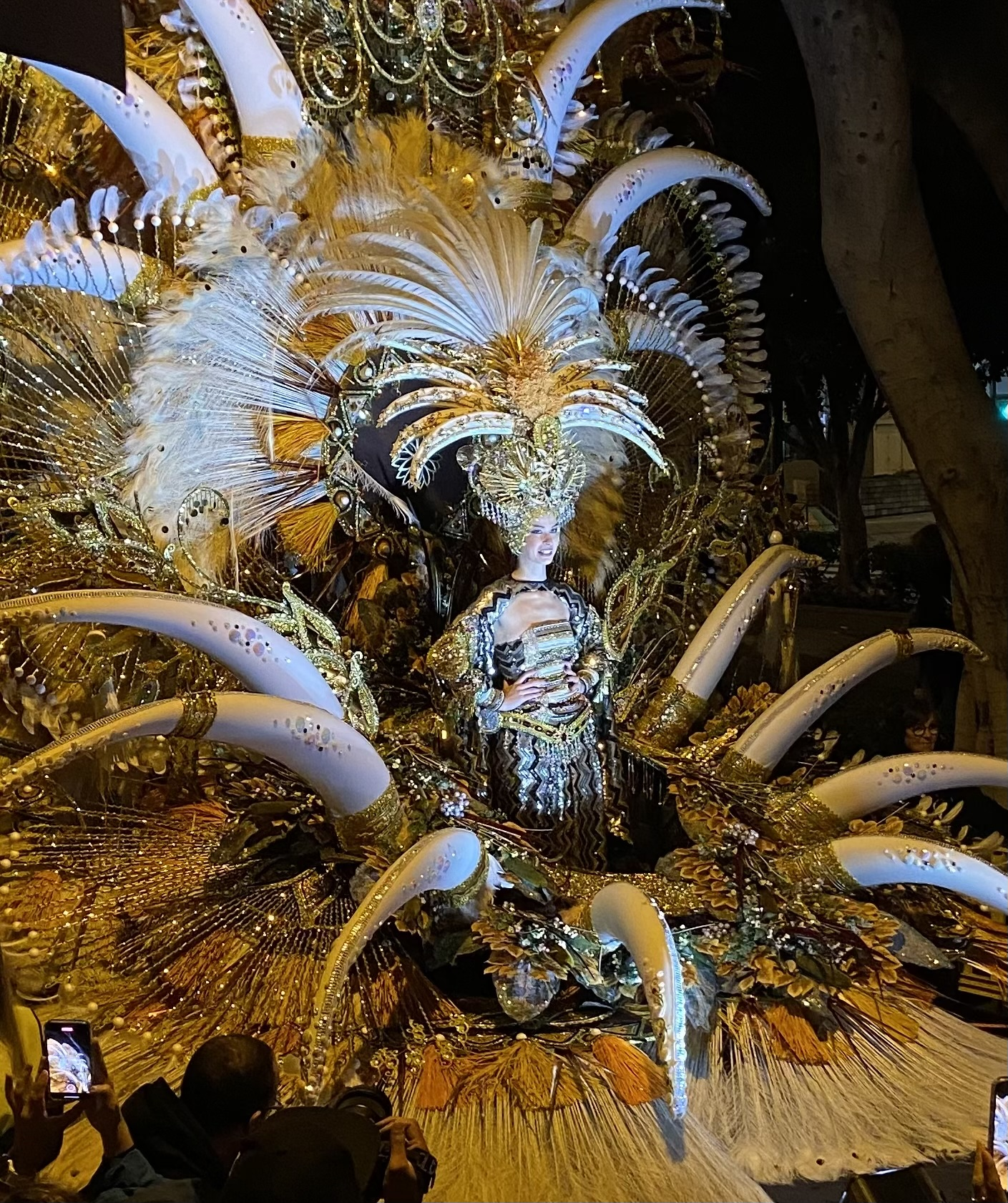
Kandidatin Karnevalskönigin 2023

Nach der Einweihung des Karnevals beginnen die Wettbewerbe der verschiedenen Karnevalsgruppen.
Die Harlekin ähnlichen Straßenmusikanten, genannt Murgas, tragen gesellschaftskritische Satire-Kompositionen vor. Begleitet wird der Gesang von Schlag- und Blasinstrumenten. Dabei wird in zwei Altersstufen, Kinder und Erwachsene, unterteilt.
Bei den Rondallas handelt es sich um lyrische Chordarbietungen mit solistischem Einsatz und Zupfinstrumenten.
Die Comparsas sind Gruppen aus Tänzerinnen und Tänzer, die sich zu den Rhythmen der Musizierenden bewegen. Der Musikstil ist vom brasilianischen Samba geprägt.
Etwa zwei Wochen vor Aschermittwoch erfolgt die Ernennung der Karnevalskönigin des jeweiligen Altersabschnitts: Kinder, Erwachsene und Älter.

## Motto
Seit dem Jahre 1987 steht jedes Karnevalsfest unter einem bestimmten Thema, welches zunächst von der Stadtverwaltung gewählt wurde. In den letzten Jahren konnte über eine öffentliche Wahl abgestimmt werden.
Die bisherigen Karneval-Mottos ab 1987 in absteigender chronologischer Reihenfolge:
- 2026: Ritmos latinos
- 2025: Secretos de África
- 2024: La Televisión
- 2023: Nueva York, la ciudad que nunca duerme
- 2022: La Ciencia Ficción
- 2021: Carnavales del Mundo
- 2020: Los coquetos años 50
- 2019: Las profundidades marinas
- 2018: La Fantasía
- 2017: El Caribe
- 2016: Los años 80
- 2015: El futuro
- 2014: Los Dibujos Animados
- 2013: Bollywood: La India
- 2012: Los prodigiosos años 60
- 2011: Enrique González y las Murgas de Canarias
- 2010: Tenerife, historia de un Carnaval
- 2009: El cine del terror
- 2008: La magia
- 2007: La Moda
- 2006: Tribumanía
- 2005: Los musicales de Hollywood
- 2004: Celia Cruz
- 2003: El lejano Oriente (China)
- 2002: Los alegres años 20
- 2001: Odisea en el espacio
- 2000: Los piratas
- 1999: El Cómic
- 1998: La Edad Media
- 1997: La prehistoria
- 1996: México
- 1995: Las Mil y una Noches
- 1994: La Atlántida
- 1993: El Circo
- 1992: El cine
- 1991: El espacio
- 1990: Los cuentos
- 1989: Egipto
- 1988: La Selva
- 1987: Roma

Die verschiedenen Mottos von 1987 bis 1996 sind ebenfalls in der Fußgängerzone Paseo del Carnaval zu entdecken. Auf dem Gehweg entlang der Avenida de la Constitución neben dem Parkplatz des Parque Marítimo César Manrique ließ die Stadt im Jahr 1996 zu Ehren der Künstlerinnen und Künstler die Karnevalsplakate in Form von Keramik-Tafeln in den Boden.

## Einzelnachweise

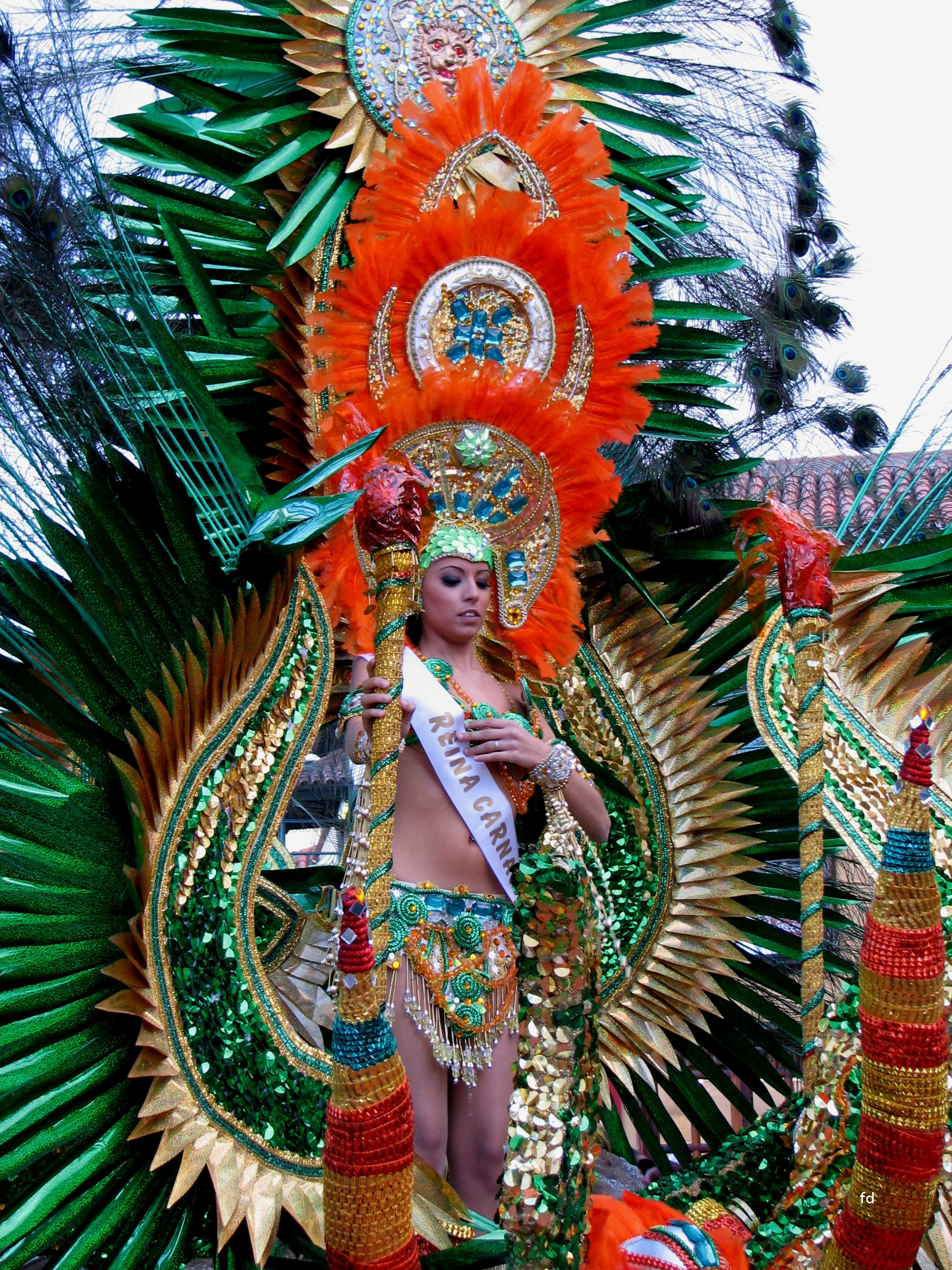
Karneval 2007
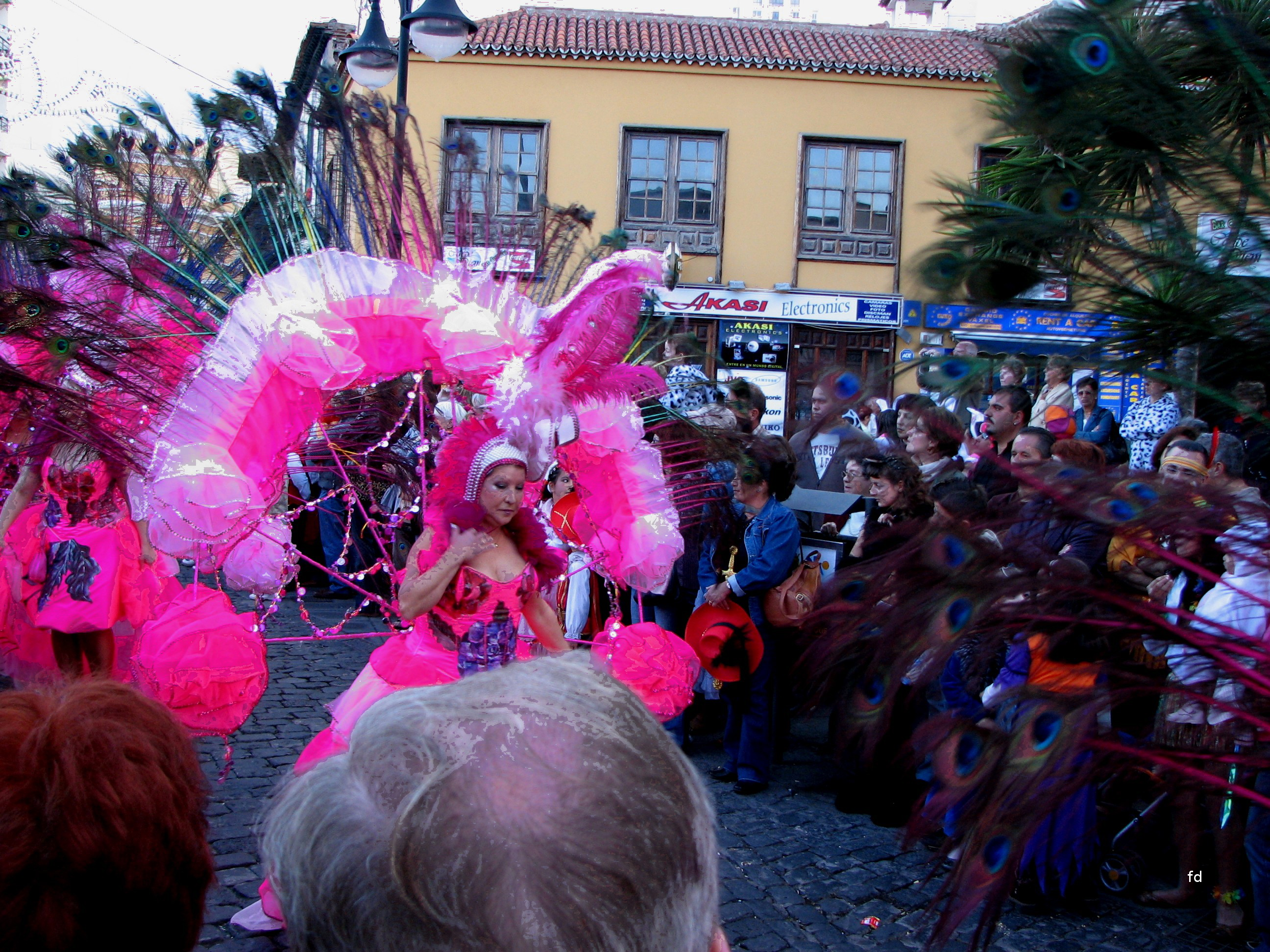
Karneval 2007 in Puerto de la Cruz
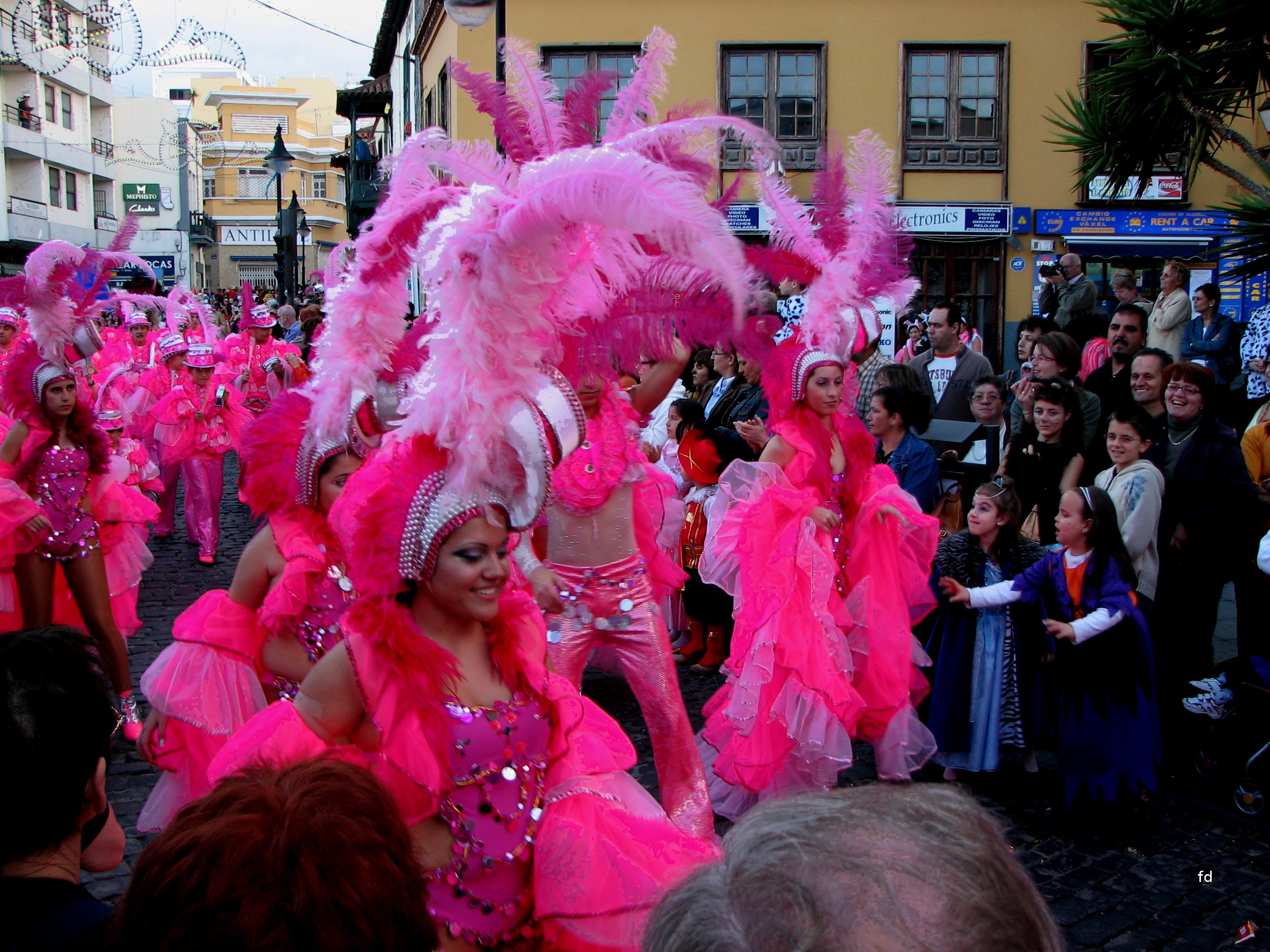
Karneval 2007 in Puerto de la Cruz